# Клавдий Максим
Клавдий Максим (на латински: Claudius Maximus) е стоик - философ през 2 век, учител на Марк Аврелий.
Той служи около 150 г. като проконсул в Африка, преди Апулей да бъде обвинен в магия (158 г.).